# 四辻季春
四辻 季春（よつつじ すえはる）は室町時代の公家。
四辻季保の養子で後花園天皇の侍従などを務めた。

## 生涯
父の四辻季保は四辻家の庶流。季保は四辻家の家業の箏の名手として知られており、後花園天皇や天皇の弟の伏見宮貞常親王にも箏を伝授していた。
季保の養子であった季春は永享十年（1438）に侍従に任じられた。
嘉吉三年に禁闕の変が起きると甘露寺親長とともに太刀を抜いて天皇を守った。この時、天皇は冠を脱いで女房姿となって唐門から逃げたが、季春が一人でお供として付き従った。内裏が炎上したにもかかわらず大名や公家はすぐにはかけつけて来ず、勇敢な行動で天皇を守った季春のことを伏見宮貞成親王は「手柄も忠節も感に堪えないものである」と最大の賛辞を贈った。
後花園天皇の意向で洞院実煕より郢曲を習い内侍所御神楽の所作人を継承した。
宝徳三年（1451）正月の内侍所御神楽では付歌を務めたと思われる。
康正元年（1455）十二月の内侍所神楽にも参仕し、末拍子をとったと推測されている。
文明七年（1475）には勝仁親王（のちの後柏原天皇）の箏の師範を務めた。
子どもは四辻季経。